# Cesio Baso
Cayo Cesio Baso (m. 79 d. C.) fue un poeta lírico romano que vivió durante el reinado de Nerón.
Era amigo íntimo de Persio, quien le dedicó su sexta sátira y cuyas obras editó (Schol. on Persius, vi. I). Tenía una gran reputación como poeta; Quintiliano (Instit. x. I. 96) llegó incluso a decir que, con excepción de Horacio, era el único poeta lírico que valía la pena leer.
También se le identifica con el autor de un tratado De Metris del que se conservan fragmentos considerables, probablemente de una edición abreviada (ed. Keil, 1885). La obra probablemente fue originalmente en verso y luego reformulada o resumida en forma de prosa para ser utilizada como manual de instrucciones. Un relato de algunos de los metros de Horacio (en Keil, Grammatici Latini, vi. 305), que llevan el título Ars Caesii Bassi de Metris, no es suyo, sino que su autor desconocido lo tomó prestado principalmente del tratado mencionado anteriormente.
Se dice que perdió la vida en la erupción del Vesubio en el año 79 d. C.